# Cmentarz protestancki w Wiskitkach
Cmentarz protestancki w Wiskitkach przy ul. Armii Krajowej 73 – został założony na początku XIX wieku i jest cmentarzem nieczynnym. Ma powierzchnię ok. 0,8 ha i jest obecnie zaniedbany i zdewastowany, przetrwało jedynie kilkanaście nagrobków.
Cmentarz został prawdopodobnie założony niedługo po powstaniu parafii ewangelicko-augsburskiej w Wiskitkach w 1805 r. Chociaż oficjalnie był to cmentarz luterański, to zachowane nagrobki wskazują na pochówki także osób wyznania kalwińskiego (ewangelicko-reformowanego) ze Szkocji. Napisy nagrobne są przeważnie w języku polskim, co wskazuje na szybkie polonizowanie osadników niemieckich i in. w Wiskitkach. Cmentarz nie został uznany za obiekt zabytkowy.
Po ostatniej wojnie został opuszczony, następnie zdewastowany i rozgrabiony. W 2011 r. stwierdzono tylko kilkanaście nagrobków:
- Fryderyk Domke zm. 4.11.1888 w wieku 66 lat
- Karl Eckstein, ur. w Piotrkowie 12.08.1861, zm. 1.11.1878 w Wiskitkach
- Albertyna z Sztejnów Bunclerowa ur. w Rawie 17.12.1846, zmarła w 1913 r
- Józef Robert Govenlock ur. 4.07.1874, zm. 9.08.1886
- Jakub Hay zm. 18.05.1879 w wieku 59 lat
- Antoni Hellweger zm. 19.02.1877 w wieku 47 lat
- Ryszard Hellweger zm. 21.09.1876 w wieku lat 6 ?
- Paulina Hellweger zm. 15.10.1877 w wieku 3 lat
- Alexander Kedslie ur. w Edynburgu 28.02.1789, zm. w Żyrardowie 9.10.1873
- Andrew Kedslie jego syn, ur. 31.08.1819 zm. 6.07.1858
- A. Lause ur. 23.09.1860, zm. 19.07.1866
- Oskar Heinrich Acher ur. 1895, dziecko[2]